# Zinselhof
Zinselhof ist ein Gemeindeteil des Marktes Dentlein am Forst im Landkreis Ansbach (Mittelfranken, Bayern). Zinselhof liegt in der Gemarkung Dentlein am Forst.

## Geographie
Nördlich des Weilers befindet sich der Fichtelberg. Im Süden fließt ein Seitenarm des Leitenbachs, der ein linker Zufluss der Sulzach ist. Die Kreisstraße AN 52 führt an Kleinohrenbronn vorbei nach Dentlein (1,2 km nordwestlich) bzw. nach Großohrenbronn (0,6 km südöstlich).

## Geschichte
Zinselhof lag im Fraischbezirk des ansbachischen Oberamtes Feuchtwangen. 1732 bestand der Ort aus einem Hof mit doppelter Mannschaft. Grundherr war das Stiftsverwalteramt Feuchtwangen. Von 1797 bis 1808 gehörte der Ort zum Justiz- und Kammeramt Feuchtwangen.
Mit dem Gemeindeedikt (frühes 19. Jahrhundert) wurde Zinselhof dem Steuerdistrikt und der Ruralgemeinde Dentlein zugeordnet.

### Einwohnerentwicklung
| Jahr      | 001818 | 001840 | 001861 | 001871 | 001885 | 001900 | 001925 | 001950 | 001961 | 001970 | 001987 | 002003 | 002017 |
| Einwohner | 7      | 16     | 17     | 19     | 9      | 17     | 16     | 17     | 20     | 25     | 20     | 17     | 16     |
| Häuser    | 2      | 2      |        |        | 4      | 4      | 4      | 4      | 5      |        | 6      |        |        |
| Quelle    | [ 10 ] | [ 11 ] | [ 12 ] | [ 13 ] | [ 14 ] | [ 15 ] | [ 16 ] | [ 17 ] | [ 18 ] | [ 19 ] | [ 20 ] | [ 21 ] | [ 1 ]  |

## Religion
Der Ort ist seit der Reformation evangelisch-lutherisch geprägt und bis heute nach St. Ursula (Dentlein am Forst) gepfarrt. Die Einwohner römisch-katholischer Konfession sind nach St. Raphael (Großohrenbronn) gepfarrt.